# Nick Bostrom
Niklas "Nick" Bostrom, švedski filozof, * 10. marec 1973, Helsingborg, Švedska.
Uvrščamo ga med analitične filozofe. Znan je po svojem delu na področjih: bioetike, eksistencialnih tveganj, antropičnega načela, etiki izboljšanja človeškega telesa s tehnologijo, tveganjih, ki jih prinaša umetna inteligenca in simulacijskega argumenta. 

## Življenje in šolanje
Nick Bostrom se je rodil kot Niklas Boström leta 1973 v Helsingborgu na Švedskem. Želel se je izobraževati na najrazličnejših področjih, vključno z antropologijo, umetnostjo, literaturo in znanostjo. Šole v mladih letih ni maral, zato se je zadnje leto srednje šole šolal doma. 1994 je na Univerzi v Göteborgu diplomiral iz filozofije, matematike, logike in umetne inteligence. Magistriral je iz filozofije in fizike na Univerzi v Stockholmu. Kasneje je diplomiral še iz računalništva na King's College v Londonu. Leta 2000 je doktoriral iz filozofije na londonski LSE. V letih 2000–2002 je predaval na Univerzi Yale in sodeloval tudi z Univerzo Oxford. Danes je profesor na Univerzi Oxford.
Bostrom je večkratni TED-ov govornik. Opravil je tudi več kot 2000 intervjujev s televizijo, radijem, tiskanimi mediji, Youtuberji in drugimi množičnimi občili. Kot podiplomski študent se je v londonskem krogu preizkusil tudi v stand-up komediji.

## Delo
Danes je profesor na Univerzi v Oxfordu. Tam je ustanovil Inštitut prihodnosti človeštva (Future of Humanity Institute - FHI). Kot ustanovni direktor še danes vodi FHI. To je multidisciplinarno univerzitetno raziskovalno središče. Vključuje tudi središče za upravljanje umetne inteligence. Na FHI se ukvarjajo z varnostjo umetne inteligence (UI), sintetično biološko varnostjo, nevarnostmi nanorobotov in različnimi drugimi tehnologijami ali temeljnimi vprašanji. 

### Eksistencialno tveganje
Eksistencialno tveganje opredeljuje kot tisto, v katerem lahko pride do uničenja Zemlje, inteligentnega življenja ali trajnega zmanjšanja njegovega potenciala. V zborniku Global Catastrophic Risks z Milanom M. Ćirkovićem opisujeta povezavo med eksistencialnim tveganjem in izbiro opazovalcev ter Fermijevim paradoksom. Bostrom je tudi svetovalec Centra za preučevanje eksistencialnih tveganj. Meni, da je katastrofa povzročena s strani človeka trenutno veliko verjetnejša, kot naravna katastrofa, na primer trk z velikim asteroidom ali izbruh velikega vulkana.

### Superinteligenca
Superinteligenco Bostrom definira kot um, ki močno presega miselno delovanje ljudi na skoraj vseh področjih, ki nas zanimajo. Umetna inteligenca bi lahko postala superinteligenca. Superinteligenco ocenjuje kot potencialno nevarnost za človeka. V knjigi Superintelligence (2014) utemelji, da je ustvarjanje superinteligentnega bitja možen razlog za izumrtje človeštva. Kljub temu zavrača idejo, da ljudje ne morejo preprečiti neželenih posledic razvoja UI.
Januarja 2015 se je Bostrom pridružil Stephenu Hawkingu, Demisu Hassabisu in drugim, ko je podpisal odprto pismo, 23 načel varnosti UI (seznam 23 načel, ki jim mora slediti varen razvoj UI). Pismo opozarja na potencialne nevarnosti UI. Podpisniki verjamejo, da so raziskave kako narediti UI varno in hkrati  koristno zelo pomembne. Pri tem so sodelovala tudi različna tehnološka podjetja kot Google in Microsoft.
Meni, da bi ljudje z genskim inženiringom lahko zelo povečali svoje kognitivne sposobnosti, a bi nas prej ali slej v vsakem primeru UI prehitela. V to je prepričan, ker na temeljni ravni tranzistorji delujejo veliko hitreje in učinkoviteje kot nevronske celice. O tem, kdaj nas bo ta prehitela, je Bostrom povpraševal strokovnjake za UI in prišel do naslednje ocene: 10% verjetnost leta 2022, 50% leta 2040 in 90% leta 2075. Zato Bostrom pravi, da bo superinteligenca zadnji izum, ki ga bomo morali odkriti, saj bo po tem le-ta boljša od ljudi v izumljanju česarkoli. Za razliko od nekaterih drugih filozofov dvomi, da bi nam vsaditve čipov v možgane lahko bolj pomagale, kot če so ti zunaj nas. Trdi, da bi lahko nadčloveška inteligenca naloge opravila zelo optimalno, a pri tem ne bi upoštevala etičnih načel, če ta niso bila vnaprej vnešena. O tem govori tudi v enem od svojih TED govorov. Tam poda naslednji primer: če bi dali UI nalogo čim hitreje rešiti problem, kot na primer izračunati število pi na čim več decimalnih mest, bi ta ugotovila, da bi nalogo najbolje opravila s čim večjim računalnikom. Zato bi prekrila vso površino zemlje z računalnikom, česar ljudje ne bi preživeli. Meni, da je treba najti rešitve proti temu, še preden bo superinteligenca obstajala. Pravi, da smo ljudje trenutno slabo opremljeni za dojemanje namer umetne inteligence. Superinteligenca bi lahko za zagotavljanje svojega preživetja tudi napadala. Eden od možnih varnostnih ukrepov, ki jih Bostrom omenja, je ohranjanje UI v izolaciji od zunanjega sveta, zlasti od interneta. Predlaga tudi, naj ljudje predprogramirajo UI tako, da vedno deluje iz osnovnih etičnih načel, ki jih bo imela pod človekovim nadzorom. Drugi varnostni ukrepi vključujejo, da je UI "v škatli" (deluje v simulaciji navidezne resničnosti) in se uporablja le za reševanje natančno določenih vprašanj. Opozarja, da bi lahko superinteligenca, povezana s spletom, vdirala v vse naprave na spletu in tako "ušla iz škatle". Posebej izpostavi nevarnost vdora v vodenje jedrskih konic. Meni, da če bi nas UI napadla, bi to zelo verjetno storila z nanoroboti, ki bi se bili sposobni podvajati in bi tako prekrili vso zemljo ter napadli ljudi. Bostrom meni, da bi nam lahko UI, če bi jo imeli pod nadzorom, pomagala pri drugih eksistencialnih tveganjih, kot je nanotehnologija.

### Antropično sklepanje
Bostrom je objavil številne članke o antropičnem sklepanju ter knjigo Anthropic Bias: Observation Selection Effects in Science and Philosophy. V knjigi kritizira prejšnje formulacije antropičnega načela, vključno s tistimi od Brandona Carterja, Johna Lesliea, Johna Barrowa in Franka Tiplerja. V kasnejšem delu Anthropic Shadow: Observation Selection Effects and Human Extinction Risks, je z matematičnim modelom opisal pojav antropične sence, učinka izbire načina opazovanja, ki preprečuje opazovanje nekaterih vrst katastrof v nedavni geološki in evolucijski preteklosti.

### Simulacijski argument
Če je naše trenutno razumevanje fizike pravilno, v računalniku ni možno simulirati celotnega vesolja, do nivoja gibanja vsakega posameznega delca. Vendar, če želimo simulirati le osebe v simulaciji, ki bi mislile, da so resnične, moramo simulirati samo okolje, ki ga lahko te v nekem trenutku zaznajo. Ideja, da morda zunaj naših misli nič ne obstaja, je v filozofiji že zelo stara. Bostrom pravi, da bi izvajanje simulacij lahko zanimalo civilizacijo iz več razlogov: za zabavo (kot igrica), za eksperimentalno proučevanje svoje zgodovine,…. Če bi tako želeli simulirati človeštvo, bi bilo to v prihodnosti po nekaterih ocenah možno storiti s kvantnim računalnikom, velikosti večjega mesta. Lahko bi bil še manjši, če bi čas v simulaciji tekel počasneje, kot v našem vesolju (potrebnih manj računskih operacij na sekundo v našem vesolju). Zato se Bostrom vpraša, ali smo tudi mi simulirani.
Trdi, da je verjetno vsaj ena od naslednjih trditev resnična:
1. Del civilizacij na razvojni stopnji, ki zadošča ustvarjanju takih simulacij je zelo blizu nič.
2. Del civilizacij, ki jih zanima izvajanje takih simulacij, je zelo blizu nič.
3. Take simulacije so prisotne. Ker bi civilizacije, ki izvajajo simulacije najverjetneje izvajale veliko simulacij z veliko osebami, bi bilo na vsako resnično osebo veliko simuliranih. Zato je del oseb, ki živijo v simulaciji zelo blizu 100%. Torej smo najverjetneje v simulaciji.

Bostrom meni, da bi morda lahko v našem vesolju našli znake, ki bi kazali na to, da smo v simulaciji. Seveda tega, da smo v simulaciji ne moremo ovreči, saj če bi našli evidenten "dokaz", da nismo v simulaciji, ne bi mogli vedeti,  ali je bil ta simuliran ali ne.

## Knjižna dela
Bostrom je avtor več kot 200 publikacij, med drugim Anthropic Bias (2002), Global Catastrophic Risks (2008), Human Enhancement (2009). Bil je soavtor dveh knjig, sam pa je napisal knjigi: Anthropic Bias: Observation Selection Effects in Science and Philosophy (2002) in Superintelligence: Paths, Dangers, Strategies (2014). Knjigo Superintelligence sta med drugimi priporočila Elon Musk in Bill Gates ter pripomogla k popularizaciji izraza "superinteligenca". Njegovi spisi so bili prevedeni v 28 jezikov (2019). Obstaja več kot 100 prevodov in ponatisov njegovih del. V slovenščino njegova dela trenutno (2019) niso prevedena, je pa v povezavi z njimi napisanih nekaj člankov v slovenščini:
- Pravljica o tiranskem zmaju[3]
- Znanstveni prerok[4]
- Kognitivno izboljševanje : metode, etika, regulativni izzivi[5]
- Izziv "superinteligence" : komentar k Bostromovi knjigi Superintelligence: paths, dangers, strategies (2014)
- Štirje časi : filozofski pogovori in samogovori. Zima : četrti čas, preludij : o sencah
- Uršič, Marko, Virtualna realnost in človeški svet[6]

## Dosežki
- Ustanovil inštitut FHI.
- Prvi natančno obravnaval možnost, da smo v računalniški simulaciji.
- Ugotovil je veliko načinov, kako bi se lahko zavarovali pred tem, da nam UI uide izpod nadzora.
- Prelomno delo na področjih eksistencialnih tveganj, antropičnega načela, bioetike, etike izboljšanja človeškega telesa s tehnologijo, tveganjih superinteligenc in simulacijskega argumenta.

## Priznanja in nagrade
Bostrom je prejemnik nagrade Eugene R. Gannon in je bil dvakrat uvrščen na seznam najboljših 100 svetovnih mislecev revije Foreign Policy. Poleg tega je bil kot najmlajši uvrščen na Prospectov seznam svetovnih mislecev, med najboljših 15.